# کنجی گوتو
کنجی گوتو (ژاپنی: 後藤 健二؛ ۲۲ سپتامبر ۱۹۶۷ – ۳۰ ژانویه ۲۰۱۵ (۴۷ سال)) خبرنگار آزاد اهل ژاپن بود که پیرامون موضوعاتی مثل جنگ‌ها، ستیزه‌ها، پناهندگان، فقر، ایدز و تحصیلات کودکان در سراسر دنیا ویدئو تهیه می‌کرد. وی در اکتبر ۲۰۱۴ پس از ورود به سوریه به امید نجات هارونا یوکاوا که گروگان داعش بود توسط ستیزه‌جویان این سازمان اسیر و گروگان گرفته شد. در تاریخ ۳۰ ژانویه ۲۰۱۵ داعش پس از اینکه در مذاکره برای آزاد کردن وی به نتیجه نرسید او را نیز سر برید.

## زندگی‌نامه
گوتو در ۲۳ اکتبر ۱۹۶۷ در سندای استان میاگی در ژاپن زاده شد. پس از فارغ‌التحصیل شدن از دانشگاه هوسی (به ژاپنی: 法政大学) توکیو در سال ۱۹۹۱ مشغول به کار برای یک شرکت تولید رسانه‌ای شد. وی همچنین برای سازمان‌های وابسته به سازمان ملل مثل یونیسف و کمیساریای عالی سازمان ملل برای پناهندگان کار می‌کرد.
او از کشورهای درگیر جنگ در جهان به ویژه آفریقا و خاورمیانه گزارش تهیه می‌کرد، تمرکز او بر روی زندگی و انسانیت شهروندان عادی در زمان‌های سخت بود. آثار او شامل کتاب و دی‌وی‌دی دربارهٔ الماس‌های خونین و سرباز کودکان در سیرالئون، یک مادر جوان در روستای ایدز استونی، دختران و تحصیلات در افغانستان بود. در سال ۲۰۰۶ وی برنده جایزه کتاب کودک Sankei شد. گزارش‌های ویدئویی او از شبکه‌های ملی ژاپن شامل ان‌اچ‌کی و تی‌وی آساهی پخش می‌شد.
گوتو در سال ۱۹۹۷ به دین مسیحیت گروید و عضو کلیسای متحد مسیح در ژاپن شد.
در اکتبر ۲۰۱۴ زن گوتو بچه‌دار شد و دومین بچه این زوج را به دنیا آورد. گوتو یک دختر هم از زن قبلی خود داشت.